# Даултон, Джон
Джон Даултон, также Доултон, или Дултон (англ. John Doulton; 17 ноября 1793 — 26 мая 1873) — английский мастер-керамист и предприниматель, основатель фирмы, которая позже стала известна как «Royal Doulton».

## Биография
Джон Даултон, потомственный мастер из Стаффордшира, английского графства, традиционного центра гончарного ремесла, в 1815 году, вскоре после того, как он завершил своё обучение в гончарной мастерской «Fulham Pottery» в Лондоне, основал собственное дело. Его мастерская стала выпускать изделия из «глино-каменных масс» и фарфора.
Даултон женился на Джейн Дюно, вдове из Бриджнорта в Шропшире, которая умерла 9 апреля 1841 года. У них было восемь детей, один из которых, Генри Даултон, позднее стал работать вместе с отцом. Компаньонами предприятия вначале были Марта Джонс и Джон Уоттс, поэтому фирма называлась «Jones, Watts and Doulton». Мастерская специализировалась на промышленных изделиях, керамической посуде, дренажных трубах, а также керамических бутылках для химикатов, пива и других промышленных жидкостей. Марта Джонс вышла из партнёрства в 1820 году, и компания переехала в новое помещение на Ламбет-Хай-стрит в Лондоне в 1826 году. В 1835 году 15-летний сын Джона Генри Даултон был принят в качестве ученика. К 1846 году Генри основал независимую гончарную мастерскую «Lambeth Pottery», которая стала лидером в производстве промышленных товаров. После ухода Джона Уоттса на пенсию в 1853 году компания «Doulton and Watts» объединилась с компанией Генри, став «Doulton and Company», и получила широкое признание за свои художественные изделия.
Джон Даултон одним из первых стал использовать технику «деколь» («переводных картинок») с популярных литографий и гравюр на керамические изделия — декор в духе историзма в разных «исторических стилях». Эти изделия имели успех на Всемирной выставке 1867 года в Париже и сделали имя Даултона широко известным.
Некоторые изделия фирмы изготавливались по подлинным средневековым рецептам. Особенную популярность приобрели так называемые «характерные кувшины» (англ. character jugs) в виде голов персонажей детских сказок и известных исторических личностей. «Выполненные весьма натуралистично, они более отражали требования рынка, чем нормы эстетического вкуса и художественной образности». С фирмой «Даултон» сотрудничали многие художники: Х. Фентон, братья Мартин, Дж. Тинворт, в 1870 году — французский живописец Ж.-Ш. Казен.
В конце XIX века появились изделия с рельефным декором с изображениями цветов, птиц, зверей и сцен охоты. Их создавали художницы, сёстры Ханна и Флоренс Барлоу. Эти изделия имели успех и получили название «барловский товар» (barlow ware).
В начале ХХ в. в мастерских фирмы «Даултон» выполняли керамические панно и вазы под влиянием стиля ар-нуво, а в 1920—1930-х годах — стиля ар-деко. Наиболее известным художником, сотрудничавшим с фирмой Даултон, автором декоративных керамических панно этого периода, был Джеймс Уильям Нитби.

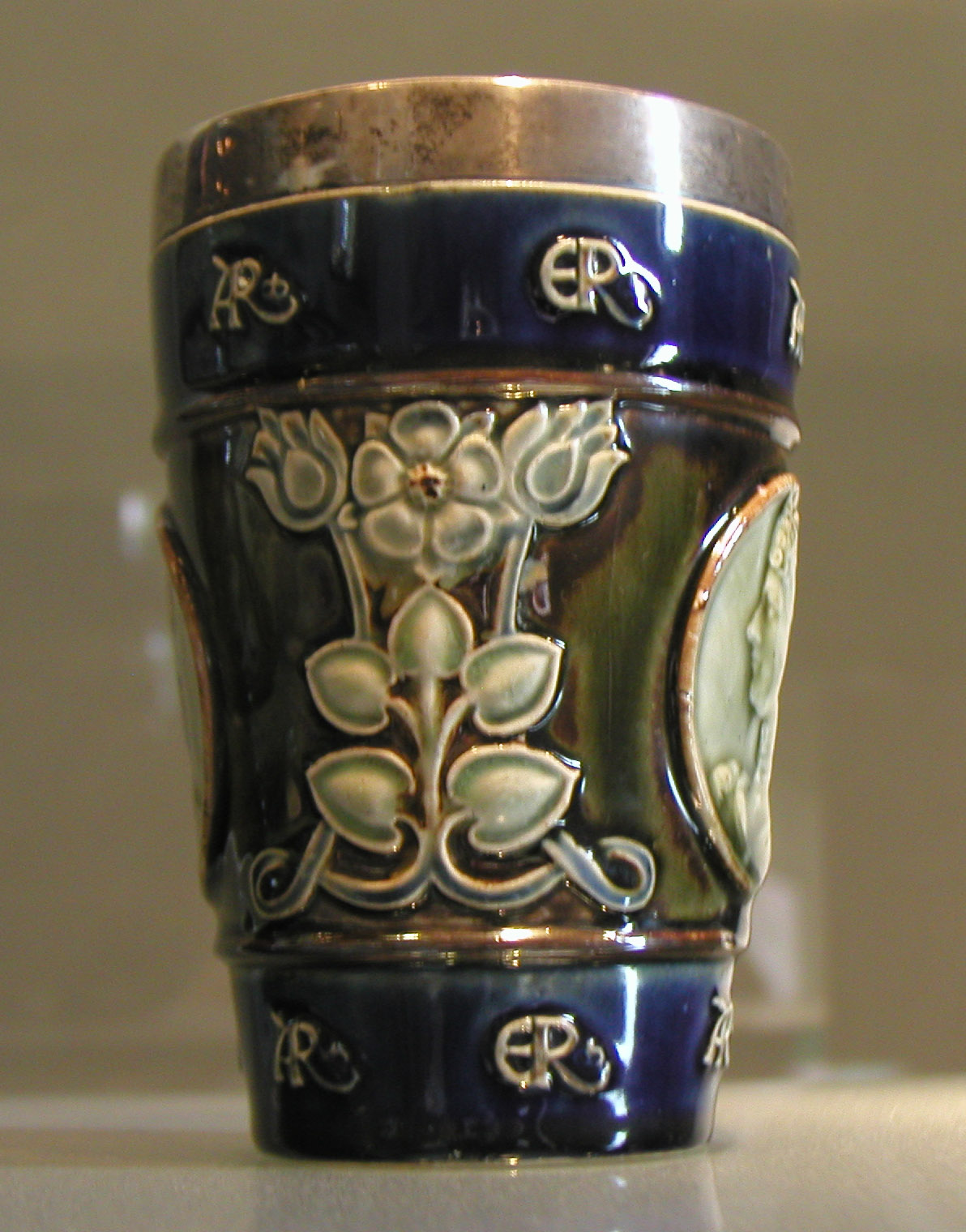
Стакан. 1902. Военно-исторический музей, Окланд, Новая Зеландия
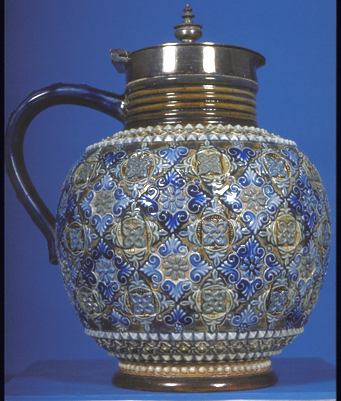
Кувшин. 1927. Военно-исторический музей, Окланд, Новая Зеландия
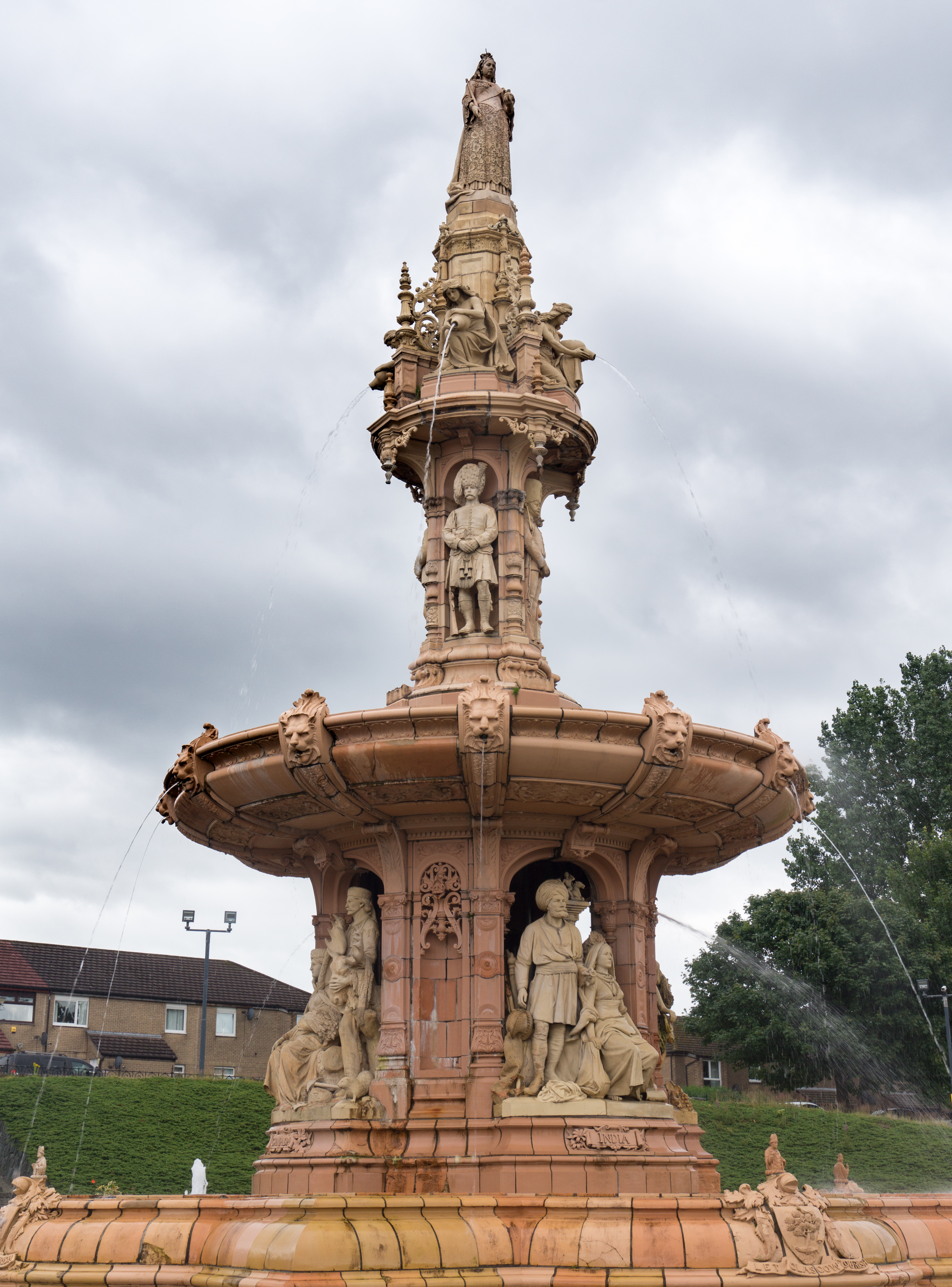
«Даултон фонтан». Глазго, Шотландия
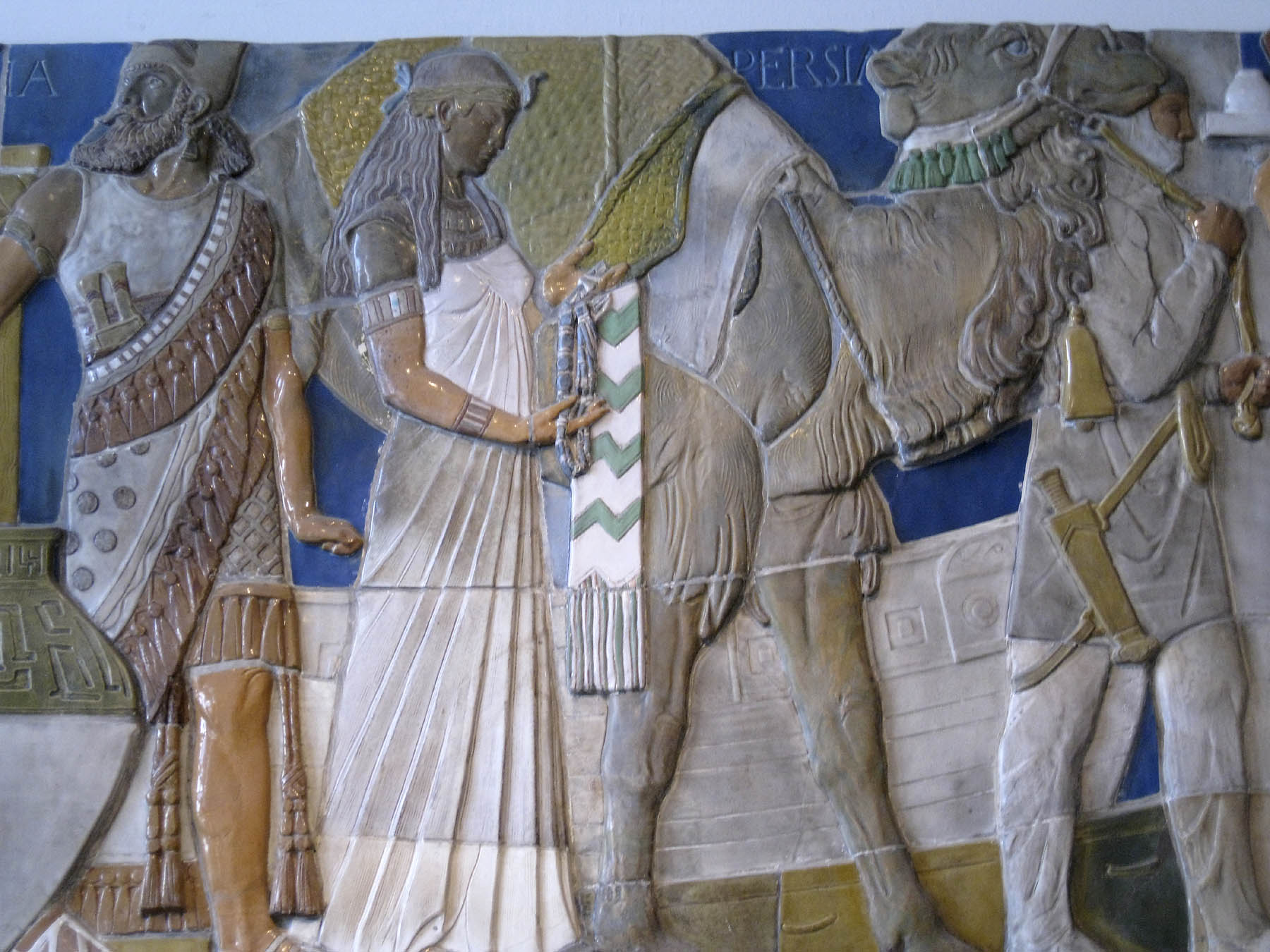
Деталь фриза в «ассирийском стиле» (Doulton House). 1939. Музей Виктории и Альберта, Лондон
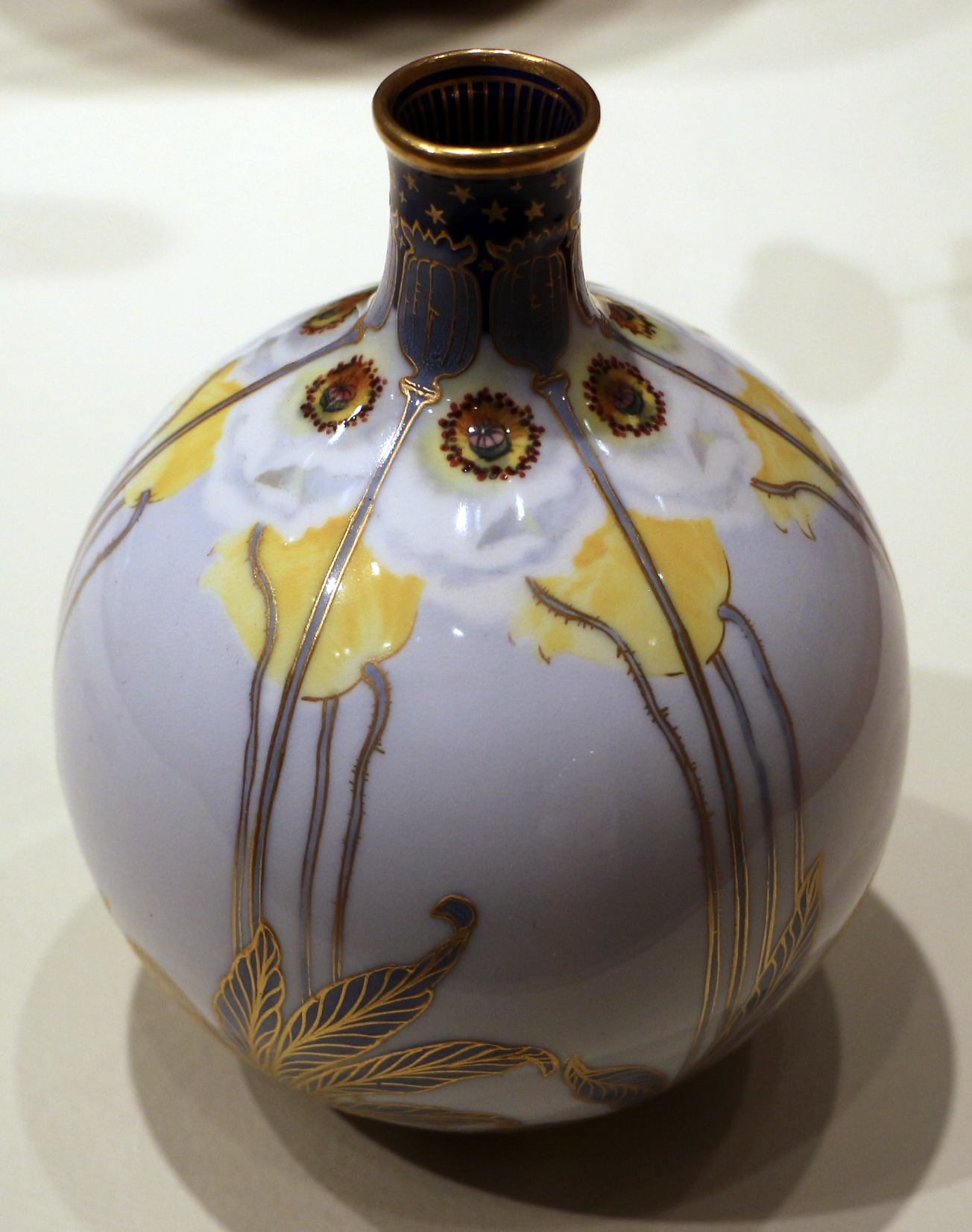
Ваза. 1902. Фарфор. Музей искусств, Цинциннати, Огайо, США
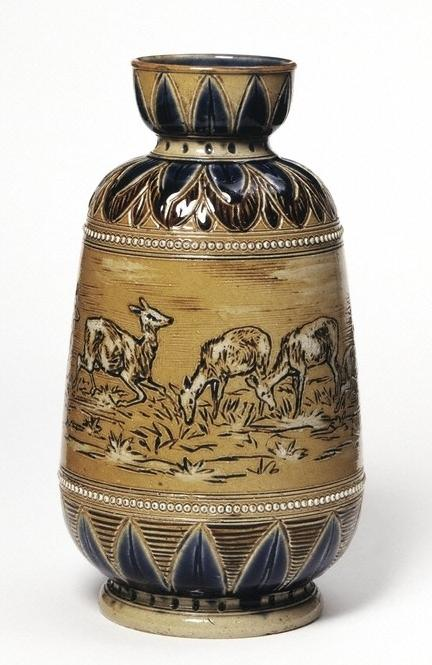
Барлоу Х. Ваза. 1874. Doulton Ceramic Factory. Музей Виктории и Альберта, Лондон
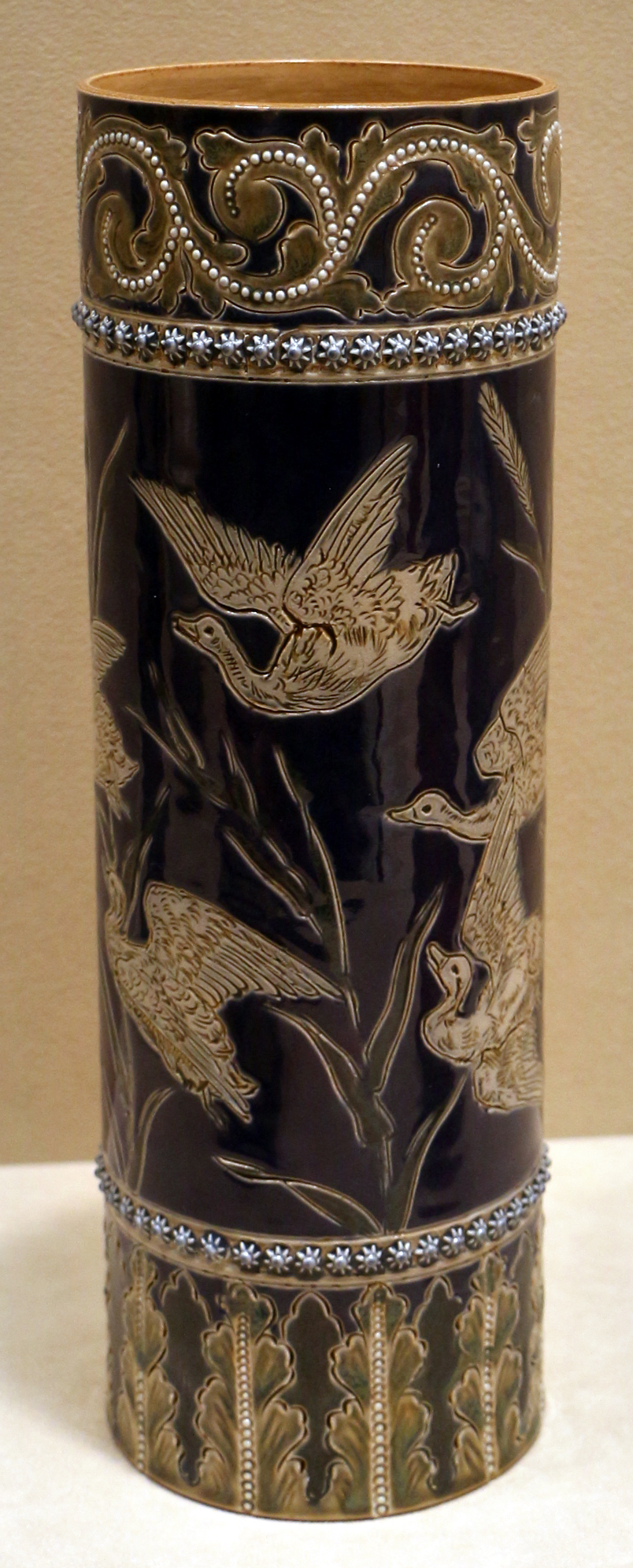
Х. Барлоу. Ваза. 1877. Doulton Ceramic Factory. Музей искусств, Цинциннати, Огайо, США